# International Air Transport Association
International Air Transport Association (acronim IATA, în română Asociația Internațională de Transport Aerian) este o organizație comercială internațională a companiilor aeriene, cu sediul central în Montreal, Quebec, Canada (unde își are sediul central și ICAO, deși cele două sunt entități diferite).

## Istoric

### 1919 - 1945
IATA a fost formată în aprilie 1945 la Havana, Cuba. Este succesoarea organizației International Air Traffic Association, care a fost fondată la Haga în 1919, anul primelor servicii aeriene regulate internaționale. La fondarea sa, IATA a avut 57 de membri din 31 de națiuni, majoritatea din Europa și America de Nord. Astăzi, organizația cuprinde peste 270 de membri, din peste 140 de țări din toată lumea.

### Obiectivul principal al organizației
Principalul obiectiv al organizației este asistența companiilor aeriene în desfășurarea unei competiții legale și loiale precum și asistență la compensarea prețurilor (uniformitatea prețurilor). Pentru calculul taxelor de transport, IATA apelează la o împărțire a lumii în trei regiuni, astfel:
1. America de Sud, Centrală și de Nord.
2. Europa, Orientul Mijlociu și Africa. IATA Europa include continentul Europa și următoarele țări: Maroc, Algeria și Tunisia.
3. Asia, Australia, Noua Zeelandă și insulele Oceanului Pacific.

În acest scop, liniilor aeriene le-a fost oferită o împuternicire specială din partea fiecărei autorități principale cu putere de reglementare din lume, pentru a se consulta asupra prețurilor între ele prin intermediul acestui organism. Cu toate acestea, organizația a fost acuzată de practici de cartel, iar mai mulți operatori de costuri reduse (în original, low cost operator nu sunt membri deplini ai IATA. Autoritățile Uniunii Europene desemnate pentru studierea competiției, monitorizează acest organism în acest moment. În 2005, Neelie Kroes, comisar european pentru competiție, a înaintat o propunere pentru ridicarea împuternicirii de consultare pentru prețuri. În iulie 2007 United States Department of Transportation (Departamentul de transporturi al Statelor Unite) a propus de asemenea retragerea imunității antitrust. IATA s-a asociat cu SITA pentru elaborarea unei soluții electronice pentru bilete.

### Codurile IATA ale aeroportului
IATA asociază pentru denumirile aeroporturilor coduri formate din trei litere, IATA Airport Code, iar pentru denumirile companiilor aeriene coduri formate din două litere, IATA Airline Designator. Aceste coduri sunt uzual folosite în toată lumea. ICAO are de asemenea coduri pentru aeroporturi și linii aeriene. Pentru sistemele Rail&Fly, IATA are de asemenea coduri pentru stațiile feroviare. Pentru întârzieri, IATA a elaborat o altă listă ce cuprinde codurile pentru întârzieri.
IATA are un rol determinant în acreditarea la nivel mondial a agenților de călătorii, cu excepția Statelor Unite, unde această sarcină este îndeplinită de către Airlines Reporting Corporation (ARC) (deși din motive practice, această sarcină, precum și permisiunea de vânzare a biletelor de avion din partea transportatorilor participanți sunt îndeplinite prin organizații la nivel național.
De asemenea, IATA reglementează transporturilor bunurilor periculoase și publică IATA Dangerous Goods Regulations Manual (în română Manualul IATA pentru reglementarea bunurilor periculoase) care este o sursă de referință acceptată la nivel mondial pentru transportul materialelor cu risc prin linii aeriene.